# Conòsols
Conòsols o Conòsol (oficialment en francès Counozouls) és un municipi francès situat al departament de l'Aude i a la regió d'Occitània. Comprèn gairebé tota l'alta vall de l'Aigueta, afluent del riu Aude per la dreta. Forma part de la Fenolleda històrica, però en va quedar separat amb la constitució dels departaments.
Llocs d'interès són:
- Les cascades de l'Aigueta.
- Un gran menhir.